# Швидкісна дорога S6 (Польща)
Швидкісна дорога S6 — швидкісна дорога на півночі Польщі, що з’єднує Щецин через Поліце, Голенюв, Колобжег, Кошалін, Славно, Слупськ, Лемборк, Мале Кашубське місто та Троймісто з Русоціном, загальною довжиною понад 360 км. На великій ділянці має проходити майже паралельно узбережжю Балтійського моря, з’єднуючи Щецинську агломерацію, Центрального Помор’я та Тримісто.

## Дивись також
- Автомагістраль А6
- Європейська траса E28
- Швидкісна дорога S3